# Valeriu Nicolae
Valeriu Ciolan Nicolae (n. 11 decembrie 1970, Caransebeș, Caraș-Severin, România) este un jurnalist, scriitor și activist pentru drepturile omului român de etnie romă.

## Biografie
Valeriu Nicolae s-a născut la Caransebeș pe data de 11 decembrie 1970 și a fost crescut de tatăl vitreg român și de mama romă. Între anii 1990 și 1995 a urmat cursurile Facultății de informatică și management industrial la Universitatea din Craiova. Între 2002 și 2005 a studiat la Academia de Studii Diplomatice din Valletta, Malta, obținând titlul de Master în Diplomație Bilaterală, acordat Summa cum Laude.

## Activitate profesională
Între anii 1993 și 2003 lucrează pe post de programator în Craiova, Chicago și Victoria, Columbia Britanică, Canada.
Valeriu Nicolae și-a început munca de activist pentru drepturile omului în anul 2003. Între 2003 și 2005 a fost director al European Roma Grassroots Organisation, iar între 2006 și 2011 a fost consultant al Open Society Institute Budapest. În 2009 a fondat și a condus, până în 2013, fundația Policy Center for Roma and Minorities, un think-tank cu sediul în București. Între 2013 și 2015 a fost director regional al activităților de advocacy al World Vision în Europa de Est, Caucazul de Sud, Orientul Mijlociu, Afganistan și Pakistan. În 2020 a înființat Asociația Casa Bună care oferă consiliere, meditații, rechizite și acces la servicii medicale copiilor din cartierul Ferentari din București. și din comunele Nucșoara și Lerești, județul Argeș.
A publicat articole în limba română în Dilema Veche, Libertatea și Adevărul, în limba engleză în openDemocracy și Politico, și în limba italiană în Internazionale.

## Activitate politică
În anii 2015 și 2016, a fost membru al Cancelariei Primului-Ministru și secretar de stat în Ministerul Muncii în Guvernul Dacian Cioloș. În aceeași perioadă a avut funcția de membru al consiliului Înaltului Comisar pentru Drepturile Omului din cadrul ONU. A fost între anii 2016 și 2017 reprezentant special al Secretarului General al Consiliului Europei pentru problemele romilor.
A devenit membru al Partidului Libertate, Unitate și Solidaritate la fondarea acestuia, părăsindu-l în 2019. A candidat ca independent pentru un post de deputat în Parlamentul României la alegerile din 2020 în București, lipsindu-i 17 voturi pentru a fi ales.

## Lucrări
Este autor sau editor a peste o sută de lucrări academice în domeniul diplomației și drepturilor omului. A publicat volumele:
- Roma diplomacy (în engleză). IDEA. 2007. ISBN 9781932716337.
- We are the Roma!: One Thousand Years of Discrimination (în engleză). ‎ Seagull Books. 2014. ISBN 978-0857420381.
- La mia esagerata famiglia rom (în italiană). Rubbettino Editore. 2018. ISBN 978-8849855425.[26]
- Nu tot ei! România în ghearele imposturii. Humanitas. 2020. ISBN 978-973-50-7005-2.
- Țigan țăndări. Asociația Casa Bună. 2022. ISBN 9789730361056.

## Filmografie
- Toto și surorile lui, 2014, producător.[27]

## Premii și distincții
- Premiul UNICEF pentru cel mai bun proiect în sport și educație (2012)[19]
- Premiul Parlamentului European pentru „Cetățeanul Anului“ (2013)[28]
- World’s Children’s Prize Award (Suedia, 2018)[29]